# Tennis Masters Cup 2000
La edición 31 de la Tennis Masters Cup se realizó del 23 al 3 de diciembre del 2000 en Lisboa, Portugal.

## Individuales

### Clasificados
- Andre Agassi
- Àlex Corretja
- Lleyton Hewitt
- Yevgeny Kafelnikov
- Gustavo Kuerten
- Magnus Norman
- Marat Safin
- Pete Sampras
- Suplente: Thomas Enqvist

### Grupo rojo
| Resultados Round Robin-Win | Result-Res | -Winner-Winner-Winner-Win | -Score-Score-Score-Score |
| -------------------------- | ---------- | ------------------------- | ------------------------ |
| Marat Safin (RUS)          | derrota a  | Alex Corretja (ESP)       | 6-7(6) 7-5 6-3           |
| Lleyton Hewitt (AUS)       | derrota a  | Pete Sampras (USA)        | 7-5 6-0                  |
| Pete Sampras (USA)         | derrota a  | Alex Corretja (ESP)       | 7-6(2) 7-5               |
| Marat Safin (RUS)          | derrota a  | Lleyton Hewitt (AUS)      | 6-4 6-4                  |
| Alex Corretja (ESP)        | derrota a  | Lleyton Hewitt (AUS)      | 3-6 7-6(3) 6-3           |
| Pete Sampras (USA)         | derrota a  | Marat Safin (RUS)         | 6-3 6-2                  |

### Grupo verde
| Resultados Round Robin-Win | Result-Res | -Winner-Winner-Winner-Win | -Score-Score-Score-Score |
| -------------------------- | ---------- | ------------------------- | ------------------------ |
| Andre Agassi (USA)         | derrota a  | Gustavo Kuerten (BRA)     | 4-6 6-4 6-2              |
| Yevgeny Kafelnikov (RUS)   | derrota a  | Magnus Norman (SUE)       | 4-6 7-5 6-1              |
| Andre Agassi (USA)         | derrota a  | Yevgeny Kafelnikov (RUS)  | 6-1 6-4                  |
| Gustavo Kuerten (BRA)      | derrota a  | Magnus Norman (SUE)       | 7-5 6-3                  |
| Andre Agassi (USA)         | derrota a  | Magnus Norman (SUE)       | 6-3 6-2                  |
| Gustavo Kuerten (BRA)      | derrota a  | Yevgeny Kafelnikov (RUS)  | 6-3 6-4                  |

| Resultados Etapa Final-Win | -Winner-Winner-Winner-Win | Result-Res | -Winner-Winner-Winner-Win | -Score-Score-Score-Score |
| -------------------------- | ------------------------- | ---------- | ------------------------- | ------------------------ |
| Semifinal                  | Andre Agassi (USA)        | derrota a  | Marat Safin (RUS)         | 6-3 6-3                  |
| Semifinal                  | Gustavo Kuerten (BRA)     | derrota a  | Pete Sampras (USA)        | 6-7(5) 6-3 6-4           |
| Final                      | Gustavo Kuerten (BRA)     | derrota a  | Andre Agassi (USA)        | 6-4 6-4 6-4              |

| Predecesor: 1999 | ATP World Tour Finals 2000 | Sucesor: 2001 |

- Datos: Q580306